# Hippotraginae
La sottofamiglia degli Ippotragini (Hippotraginae Brooke, 1876) è una sottofamiglia di bovidi che raggruppa 3 generi e 7 specie.
Sono tutti animali che abitano le regioni aride e le savane poco alberate dell'Africa e della Penisola arabica. Antilopi di dimensioni medio-grosse, hanno il collo forte e le corna lunghe e anellate, presenti in ambedue i sessi.

## Tassonomia
FAMIGLIA Bovidae
- Sottofamiglia Hippotraginae
  - Genere Hippotragus
    - Hippotragus equinus (antilope roana)
    - Hippotragus leucophaeus (antilope blu) †
    - Hippotragus niger (antilope nera)
      - Hippotragus niger variani (antilope nera gigante)

  - Genere Oryx
    - Oryx beisa (orice beisa)
    - Oryx dammah (orice scimitarra)
    - Oryx gazella (antilope gemsbok)
    - Oryx leucoryx (orice bianco)

  - Genere Addax
    - Addax nasomaculatus (antilope addax)